# Mónica Lopera
Mónica Lopera (Miami, 10 de setembro de 1985) é uma atriz colombiana-estadunidense.

## Filmografia
- 2011 - Borgia - María Enriquez de Luna
- 2007 - Mujeres asesinas - Lucía la memoriosa
- 2006 - En los tacones de Eva - Isabella Nieto
- 2005 - Vuelo 1503 - Juanita Gutiérrez
- 2005 - La ley del silencio - Adela
- 2003 - El carro - Narradora
- 2003 - Un ángel llamado Azul - Martina Luna/Aurora Luna
- 2001 - Isabel me la Velo - Monica Dachardy Leon
- 2001 - Francisco el matemático - Clara Arango

## Prêmios e indicações
| Ano  | Prêmio                                    | Categoria                 | Telenovela              | Resultado |
| ---- | ----------------------------------------- | ------------------------- | ----------------------- | --------- |
| 2007 | Concurso Nacional da Televisão Colombiana | Melhor atriz principal    | En los tacones de Eva   | Indicado  |
| 2005 | Concurso Nacional da Televisão Colombiana | Melhor atriz principal    | Un ángel llamado Azul   | Indicado  |
| 2002 | Concurso Nacional da Televisão Colombiana | Melhor revelação          | Francisco el matemático | Venceu    |
| 2008 | Prêmio TVyNovelas                         | Melhor atriz protagonista | En los tacones de Eva   | Indicado  |
| 2003 | Prêmio TVyNovelas                         | Melhor atriz coadjuvante  | Francisco el matemático | Indicado  |
| 2002 | Prêmio TVyNovelas                         | Melhor atriz revelação    | Isabel me la Velo       | Venceu    |